# Ultra (album de Depeche Mode)
Pour les articles homonymes, voir Ultra.
Albums de Depeche Mode
Songs of Faith and Devotion Live
(1993) The Singles 86-98
(1998)
Singles
1. Barrel of a Gun
Sortie : 3 février 1997
2. It's No Good
Sortie : 31 mars 1997
3. Home
Sortie : 16 juin 1997
4. Useless
Sortie : 20 octobre 1997

Ultra est le neuvième album studio du groupe anglais Depeche Mode sorti le 14 avril 1997. C'est leur premier album sans Alan Wilder depuis 1983. Il est produit par Tim Simenon, le leader du groupe Bomb the Bass.
À l'instar de son prédécesseur, Ultra fait une utilisation non négligeable de la guitare et de la batterie, mais c'est toujours le synthétiseur, instrument de prédilection du groupe, qui prédomine, et il se fait plus présent. Ultra se distingue cependant de par son atmosphère ténébreuse qui reflète d'une certaine manière la gravité des événements autour du groupe à l'époque (départ d'Alan Wilder et tentative de suicide en 1995 suivie l'année d'après d'une overdose presque fatale de speedball de Dave Gahan).

## Liste des titres
Tous les titres sont signés Martin L. Gore.
1. Barrel of a Gun (5:30)
2. The Love Thieves (6:29)
3. Home (5:38)
4. It's No Good (5:56)
5. Uselink (2:20)
6. Useless (5:11)
7. Sister of Night (5:55)
8. Jazz Thieves (2:53)
9. Freestate (6:37)
10. The Bottom Line (4:22)
11. Insight (5:08)
12. Junior Painkiller (2:11) (morceau caché)

### Réédition 2007
- Disque 1 : SACD/CD
- Disque 2 : DVD de l'album Ultra en DTS 5.1, Dolby Digital 5.1 en PCM Stereo avec des bonus :

#### Titres enregistrés en concert à Londres,avril 1997
En DTS 5.1, Dolby Digital 5.1, PCM Stereo
1. Barrel of a Gun
2. It's No Good
3. Useless

#### Titres bonus
En PCM Stereo
1. Painkiller
2. Slowblow
3. Only When I Lose Myself
4. Surrender
5. Headstar

#### Bonus
- Depeche Mode 95-98 (Oh well, that's the end of the band...) (documentaire vidéo de 50 minutes)

## Classements et certifications
L'album s'est classé à la 1re place des charts britanniques et en 5e position aux États-Unis dans le Billboard 200. Il est également n°1 en Suède et en Belgique francophone. En France, il obtient la 2e place du Top albums.
| Classement (1997)                  | Meilleure place |
| ---------------------------------- | --------------- |
| Allemagne (Media Control AG)       | 1               |
| Australie (ARIA)                   | 7               |
| Autriche (Ö3 Austria Top 40)       | 5               |
| Belgique (Flandre Ultratop)        | 8               |
| Belgique (Wallonie Ultratop)       | 1               |
| Canada (Canadian Albums Chart)     | 2               |
| États-Unis (Billboard 200)         | 5               |
| Finlande (Suomen virallinen lista) | 3               |
| France (SNEP)                      | 2               |
| Norvège (VG-lista)                 | 2               |
| Nouvelle-Zélande (RIANZ)           | 25              |
| Pays-Bas (Mega Album Top 100)      | 17              |
| Royaume-Uni (UK Albums Chart)      | 1               |
| Suède (Sverigetopplistan)          | 1               |
| Suisse (Schweizer Hitparade)       | 4               |

| Pays              | Certification | Ventes certifiées |
| ----------------- | ------------- | ----------------- |
| Allemagne (BVMI)  | Or            | 100 000           |
| Belgique (BEA)    | Or            | 25 000            |
| États-Unis (RIAA) | Or            | 500 000           |
| France (SNEP)     | Or            | 100 000           |
| Royaume-Uni (BPI) | Or            | 100 000           |
| Suède (GLF)       | Or            | 40 000            |
| Suisse (IFPI)     | Or            | 25 000            |